# ECW 월드 태그팀 챔피언십

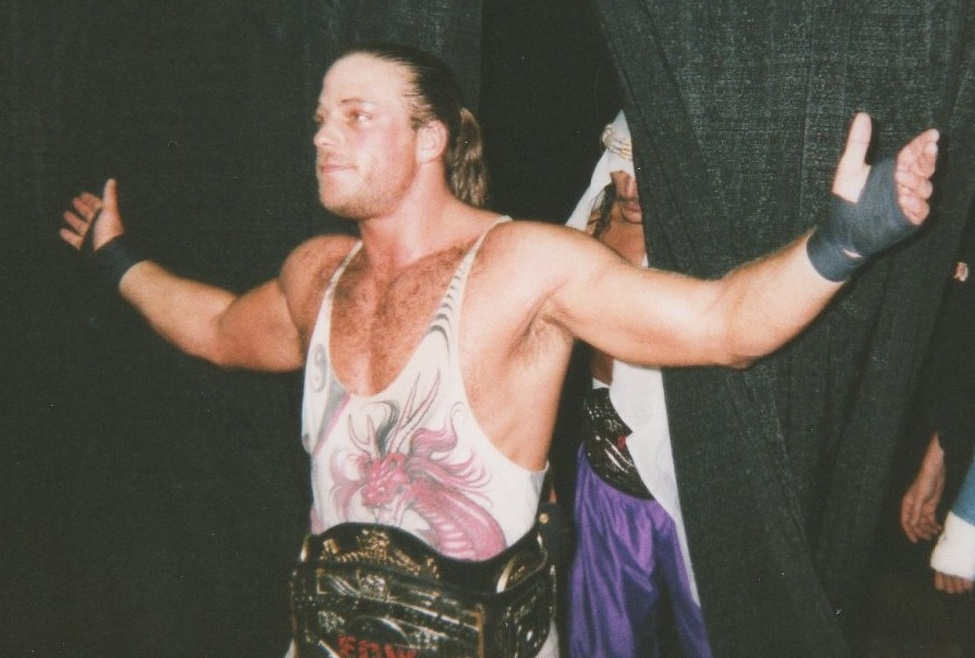

ECW 월드 태그팀 챔피언십(ECW World Tag Team Championship)은 ECW의 태그팀 챔피언십이었다. 1992년 NWA의 이스턴 챔피언십 레슬링(ECW)에서 NWA ECW 태그팀 챔피언십이였다가 1994년 ECW가 NWA에서 탈퇴한 동시에 ECW 월드 태그팀 챔피언십으로 고쳤다. 2001년에는 WWE에 몰락/흡수당하게 되어서 역사속으로 사라졌다.

## 기록들
- 최다 챔피언: 더들리 보이즈
- 초대 챔피언: 슈퍼 디스트로이어즈
- 마지막 챔피언: 대니 도링 과 로드킬
- 최장수 챔피언: 슈퍼 디스트로이어즈 (283일)
- 최단수 챔피언: 슈퍼 디스트로이어즈, 레이븐 과 시비디 리챠즈, 더들리 보이즈 (공동 1일 이하)
- 최연로 챔피언: 케빈 설리반 (44세)
- 최연소 챔피언: 크리스 캔디도 (21세)

## 역대 타이틀 명칭
| 연도          | 이름                     |
| ------------- | ------------------------ |
| 1992년~1994년 | NWA-ECW 태그팀 챔피언십  |
| 1994년~2001년 | ECW 월드 태그팀 챔피언십 |

## 역대 챔피언
- 슈퍼 디스트로이어즈 (AJ 페트루시 와 더그 스탈)
- 토니 스테츤 과 레리 윈터즈
- 수어사이드 블론디즈 (크리스 캔디도 와 자니 핫바디 그리고 크리스 마이클스,프리버드 적용)
- 다그 패트리옷 과 에디 길버트
- 자니 핫바디 와 토니 스테츤
- 타미 드리머 와 자니 건
- 케빈 설리반 과 태즈매니악(태즈)
- 퍼블릭 에너미 (자니 그룬지 와 로코 록)
- 캑터스 잭(믹 폴리) 과 마이키 윕렉
- 사부 와 태즈매니악(태즈)
- 크리스 벤와 와 딘 말렝코
- 레이븐 과 스티비 리챠즈
- 핏불스
- 투 쿨 스콜피오 와 샌드맨
- 일리미네이터스 (크로너스 와 새턴(페리 새턴))
- 갱스터즈 (무스타파 섀드 와 뉴 잭)
- 더들리 보이즈 (버버레이 와 디본)
- 갱스터네이터스 (크로너스 와 뉴 잭)
- 풀 블러디드 이탈리안즈 (리틀 귀도(눈지오) 와 트레이시 스모터즈 그리고 토니 마마루크)
- 더그 푸르너스 와 필 라폰
- 크리스 캔디도 와 랜스 스톰
- 사부 와 랍 밴 댐
- 볼스 마호니 와 다나카 마사토
- 스파이크 더들리 와 볼스 마호니
- 타미 드리머 와 레이븐
- 임팩트 플레이어즈 (저스틴 크레더블 과 랜스 스톰)
- 타미 드리머 와 다나카 마사토
- 마이크 어썸 과 레이븐
- 타지리 요시히로 와 마이키 윕렉
- 대니 도링 과 로드킬

## 같이 보기
- 트리플 크라운 챔피언십
- WWE RAW 태그팀 챔피언십
- WWE 스맥다운 태그팀 챔피언십
- WWE 월드 태그팀 챔피언십
- WWE NXT 태그팀 챔피언십
- WCW 월드 태그팀 챔피언십
- TNA 월드 태그팀 챔피언십
- RoH 월드 태그팀 챔피언십
- GFW 월드 태그팀 챔피언십